# Letni Pałac Lubomirskich w Rzeszowie

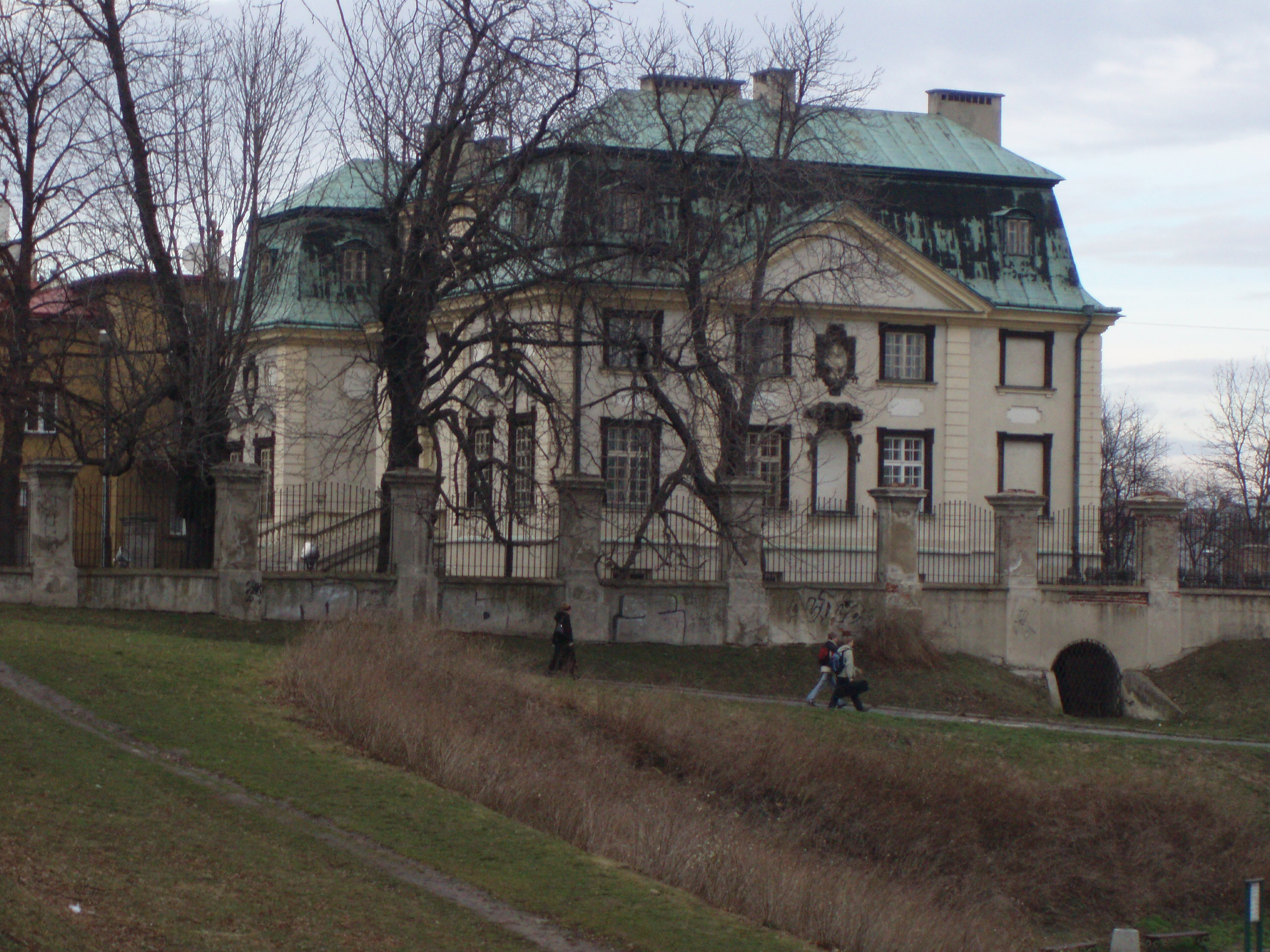
Boczna fasada pałacu

Letni Pałac Lubomirskich w Rzeszowie – zabytkowa magnacka rezydencja wypoczynkowa w stylu późnobarokowym z elementami rokoka, znajdująca się przy ul. Dekerta 2 w Rzeszowie, w pobliżu zamku. Powstała w latach 90. XVII w. na zlecenie Hieronima Augustyna Lubomirskiego na terenie dawnej winnicy Mikołaja Spytka Ligęzy jako część kompleksu ogrodowego zaplanowanego wokół rezydencji na zamku.

## Historia
Pałac został założony w sąsiedztwie warownego zamku jako alternatywna siedziba dla jego mieszkańców, służąca rozrywkom i podejmowaniu gości. Inwestycja nastąpiła w okresie ożywienia gospodarczego i rozwoju miasta. W zapisach archiwum Lubomirskich z I połowy XVIII w. budowla była określana pałacem w Wielkim Ogrodzie Pańskim, pałacem Ogrodowym i pałacem Na Winnicy.
Pierwotny budynek z trójkątnymi frontonami i płycinami na herby zaprojektował pomiędzy 1682 a 1706 Tylman z Gameren, nadając mu plan litery H, który zastosował również w dworze w Czerniakowie z 1683. Charakterystyczne dla Tylmana (znane np. z pałacu Gnińskich w Warszawie) są popiersia właścicieli w owalnych niszach zdobiące fasady skrzydeł budowli. Projekt pałacu opisany ręką Tylmana uległ zniszczeniu w archiwum jego planów w Warszawie podczas II wojny światowej. Pracami budowlanymi kierował architekt nadworny Lubomirskich, Piotr Belotti. Centralny korpus pałacu, osadzony na suterenach sięgających 1,67 m powyżej gruntu, był wówczas parterowy i mieścił salę reprezentacyjną, nad którą znajdował się taras belwederowy przeznaczony na koncerty i widowiska teatralne. Flankowały go dwa piętrowe skrzydła z pokojami dla gości.
Pałac został rozbudowany w latach 1738–1746 na zlecenie Jerzego Ignacego Lubomirskiego, prawdopodobnie dla jego młodej żony Joanny ze Steinów, poślubionej w 1737. Pracami kierował Karol Henryk Wiedemann. Pałacyk uzyskał w efekcie modną w tym czasie formę maison de plaisance. W jego otoczeniu znajdował się rozległy ogród z oranżerią, zwierzyńcem i altaną w stylu chińskim. Centralny taras został zastąpiony piętrem mieszkalnym na potrzeby Teodora Hieronima Lubomirskiego, syna Jerzego Ignacego z poprzedniego małżeństwa, i jego żony Eleonory z Małachowskich, którzy odziedziczyli Rzeszów po zgonie Jerzego Ignacego w 1753 i mieszkali w pałacu do swojej przedwczesnej śmierci w 1761. Okna dobudówki kontrastują z drobnymi otworami w dachu mansardowym na skrzydłach. Prace remontowe trwały do 1764 lub 1767, jeszcze za rządów Joanny Lubomirskiej.
Po śmierci Joanny w 1783 i spłaceniu długów obciążających dobra rzeszowskie pałac przejął syn Jerzego Ignacego i Joanny, Franciszek Grzegorz Lubomirski, który wkrótce przeniósł siedzibę linii rzeszowskiej rodu do Charzewic. W 1791 wartość pałacu została podczas pomiaru wyceniona na 2892 zł reńskich. 14 lutego 1798 Lubomirski sprzedał pałac wraz z ogrodem, określając je w kontrakcie jako „zdezolowane [sic]”, pani Mouzon z d. Schudrach za 500 czerwonych złotych (równowartość 900 zł polskich) w gotówce.
W niejasnych okolicznościach (być może w toku wojen napoleońskich) pałac powrócił do Lubomirskich, bo w 1819 (roku śmierci Anny z Dobrzańskich, drugiej żony Franciszka Grzegorza) został przez nich sprzedany władzom austriackim i określony na sporządzonej wówczas mapie jego spuścizną. W 1829 pałac należał do Seidlingerowej, w 1849 do Amalii Łozińskiej, następnie do Edwarda Suchardy, którego spadkobiercy sprzedali go 31 sierpnia 1871 prawnikowi pochodzenia ziemiańskiego Klemensowi Kostheimowi, właścicielowi majątku w Zarzeczu koło Niska.
Na początku XX w. znajdujący się w posiadaniu Kostheima pałac był według sprawozdania Emanuela Świeykowskiego – przedstawionego w maju 1902, gdy rozpoczynała się rozbiórka zamku rzeszowskiego – „bezustannie” zagrożony „przebudowaniem w duchu sąsiednich nowożytnych płodów fantazyi i smaku wiedeńsko-galicyjskiego”. Świeykowski zalecał wykupienie budynku przez miasto na bibliotekę lub muzeum. W lipcu 1906 pałac uległ pożarowi, który zniszczył kryte gontem dachy oraz wnętrza. Rada miejska przy poparciu rzeszowskiej prasy domagała się wówczas restauracji pałacu w historycznym kształcie. Przywrócony został dach mansardowy. Architektem przebudowy był Feliks Kopera, a wykonawcą Kazimierz Hołubowicz. Po ukończeniu prac remontowych Kostheim sprzedał obiekt związanemu z Narodową Demokracją radnemu miasta, lekarzowi Teofilowi Nieciowi i jego żonie Helenie.
W okresie międzywojennym Nieć wydzierżawił część budynku instytucjom publicznym. W 1936 pałac mieścił komendę rzeszowskiego garnizonu. Na przełomie lat 1936/1937 utworzono w nim dowództwo 10. Brygady Kawalerii z ówczesnym płk. Stanisławem Maczkiem. Podczas wojny obronnej w 1939 Nieć założył w pałacu szpital polowy i ordynował w nim.
Po zakończeniu II wojny światowej pałac obejmował mieszkanie rodzinne lekarza Mieczysława Niecia (syna Teofila i Heleny) i placówkę Polskiego Czerwonego Krzyża. Później do 1977 działał w nim Wojewódzki Ośrodek Doskonalenia Kadr Medycznych. Pałac został w 1977 przejęty od właściciela za niewielkim odszkodowaniem (według współczesnej informacji wykupiony) przez Muzeum Okręgowe w Rzeszowie i przeznaczony na Muzeum Walk Rewolucyjnych. Rozpoczęła się wówczas restauracja kamiennych wazonów z ogrodzenia. Pod wpływem wojewódzkiego konserwatora zabytków, Ingi Sapetowej, obiekt został jednak przekazany Państwowej Szkole Muzycznej i do 1985 przeszedł pod kierunkiem Sapetowej i jej następcy od 1981, Zbigniewa Juchy, przy wsparciu Jerzego Tura, gruntowny remont połączony z badaniami. W 1985 stał się siedzibą Katedry Wychowania Muzycznego powołanej wówczas przy Wyższej Szkole Pedagogicznej w Rzeszowie we współpracy z Akademią Muzyczną w Krakowie, która przekształciła się w kwietniu 2000 w Instytut Muzyki Uniwersytetu Rzeszowskiego (UR). W 2008 został przekazany Katedrze Informatyki UR i Uniwersyteckiemu Centrum Nauki Języków Obcych. Był także siedzibą Centrum Dokumentacji Współczesnej Sztuki Sakralnej. 
W 2012 wyceniany na 5–6 mln zł pałac został w ramach reprywatyzacji oddany przez miasto rodzinie Nieciów, która wystawiła go na sprzedaż. W lipcu 2013 nowym właścicielem została Okręgowa Izba Lekarska w Rzeszowie z prezesem Krzysztofem Szuberem, która w styczniu 2014 rozpoczęła remont generalny obiektu przy wsparciu finansowym Prezydenta Miasta Rzeszowa (276 tys. zł), wojewódzkiego konserwatora zabytków (230 tys. zł) i marszałka Sejmiku Województwa Podkarpackiego (50 tys. zł). Wniosek o dotację odrzuciło natomiast Ministerstwo Kultury i Dziedzictwa Narodowego. Podczas remontu dodane zostały sztukaterie i boazeria, wymienione zostały posadzki (z wyjątkiem pomieszczenia narożnego na parterze w południowo-zachodniej części ryzalitu). Z zabytkowego wnętrza pozostały polichromie nad wejściem wschodnim oraz piec kaflowy po stronie południowo-zachodniej. Zmianie uległ układ piwnic, przystosowanych na zaplecze gastronomiczne, przebito także nowe otwory drzwiowe w części nadziemnej. Drugie piętro zostało przeznaczone na wynajem. Pod naciskiem opinii publicznej wojewódzki konserwator zabytków wydał w 2015 nową decyzję nakazując przywrócenie wszystkich wazonów ozdobnych na słupach ogrodzenia, zrekonstruowanych na przełomie lat 70. i 80.

## Architektura
Jest to nieduży, trzykondygnacyjny budynek z podpiwniczeniem na rzucie litery H. Pierwotnie wysokość była zróżnicowana i główna część była jedynie jednopiętrowa, zaś piętro dobudowano w połowie XVIII w. Brama znajdowała się od zachodu. Fasada zwrócona jest ku wschodowi, ma długość ok. 26,5 m, zaś część środkowa z wejściem 12,7 m. Każde ze "skrzydeł" ma wymiary 6,8 x 16,8 m. Zarówno ściany boczne jak i przednia i tylna ozdobione są pojedynczymi, centralnie usytuowanymi ryzalitami. Całość ma wysokość ok. 6 m.
W środkowej części fasady widoczne są trzy kolumny okien. Na najniższym poziomie są to okna prostokątne, natomiast miejsce środkowego zajęły koliście zakończone drzwi. Na 1 piętrze szerokość bocznych okien jest taka sama jak tych, na parterze, natomiast wysokość jest dwa razy krótsza, co nadaje im niemal kwadratowy kształt. Nad drzwiami znajduje się niewielkie owalne okno. W skrzydłach znajdują w fasadzie znajduje się dwie pary okien powtarzających kształt okien z centralnej części. Na piętrze brak jest za to okien, występują jedynie nisze z popiersiami członków rodziny Lubomirskich. Drugie piętro nad częścią centralna pozbawione jest ozdób, powtarza jedynie rozmieszczenie trzech okien w linii z niższymi. Dach nad skrzydłami zachował początkowy kształt mansardowy z okienkami lucarnes (widocznych na planie Wiedemanna). Całość opiera się na cokole o wysokości 1,6 m. W nim są umieszczone są okna piwnic. Wszystkie narożniki ścian posiadają pilastry. Prostokątne obramowania wykonane są z drzewa dębowego. Całość wieńczy, biegnący wzdłuż wszystkich ścian na wysokości oryginalnego dachu trójdzielny gzyms. Archiwoltę portalu od strony wschodniej zdobią obustronnie potrójne pilastry. Wedle opisu Emanuela Świeykowskiego z 1902 łączący je kapitel składa się z niestarannie wykonanych wolut z głową cheruba pośrodku, obecnie zdobienia te nie zostały zachowane. Nad wejściem znajdował się owalny kartusz herbowy ze stylizowanym L, obecnie pusty. Owalne okienko stanowi integralną część kompozycji.
Ściany boczne analogicznie podzielone były na trzy części środkowym ryzalitem, tym razem zwieńczony trójkątnym szczytem. W środkowej części znajdują się centralnie umieszczone pusta, podłużna nisza na parterze i owalna w kształcie z popiersiem na pierwszym piętrze. Po bokach okna, które zachowywały proporcje otworów okiennych ze ściany frontowej. na 2 pozostałych częściach bocznych rozmieszczono po 1 kolumnie okien (na ścianie południowej 2 okna są ślepe). Dolne nisze posiadają bardzo bogate zdobienia. Ich archiwolty są, podobnie, jak obramowania okienne wykonane z dębiny, jednak te cechuje potrójny ciężki klucz z obustronnymi wolutami. Boczne nisze z popiersiami są również bardziej bogato zdobione względem przednich.
Wnętrze pałacyku nie zachowało praktycznie w ogóle pierwotnego rozkładu, ani zdobień, gdyż nie zdecydowano się na ich odtworzenie, po pożarze z początku ubiegłego wieku. Wiadomo, że w czasach pierwszych właścicieli pałacu zwany on był też teatrzykiem, ze względu na to, że w jego największym, dwukondygnacyjnym pomieszczeniu znajdowała się scena i były odgrywane spektakle dla przybyłych gości. Nazwa ta funkcjonowała w pierwszych latach XX w., kiedy badacz zanotował ją jako mylną. Całość, wraz z niewielkim ogrodem osłonięta jest masywnym ogrodzeniem. Wcześniej na filarach ustawione były bogato zdobione kamienne wazy, które obecnie ustawione są wzdłuż bocznych ścian pałacu. Są one wykonane z kamienia, mają kształt urny, zwieńczonej płomieniem, lub bukietem kwiatów. Najprawdopodobniej, ze względu na ich różnorodny kształt, przed umieszczeniem ich na filarach służyły jako ozdoby ogromnego francuskiego parku, który rozciągał się przed budynkiem.
Z projektu Wiedemanna zachowała się od strony alei Pod Kasztanami południowa z dwóch kordegard strzegących bramy wjazdowej.

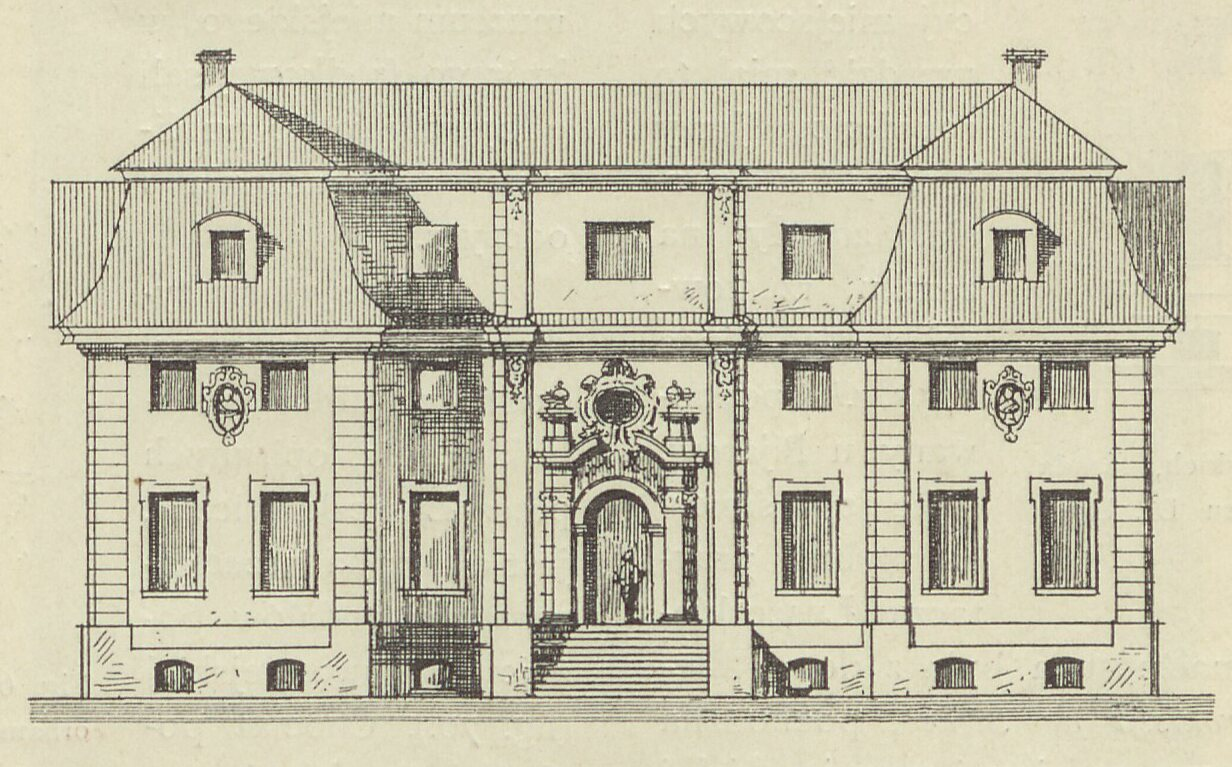
Fasada, około 1907
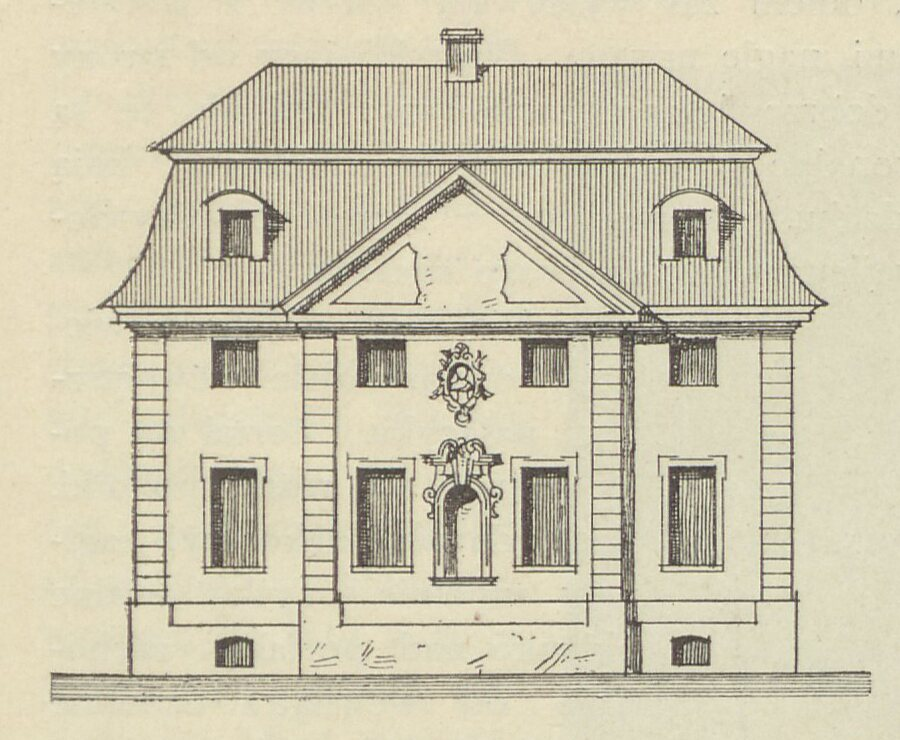
Fasada boczna, około 1907
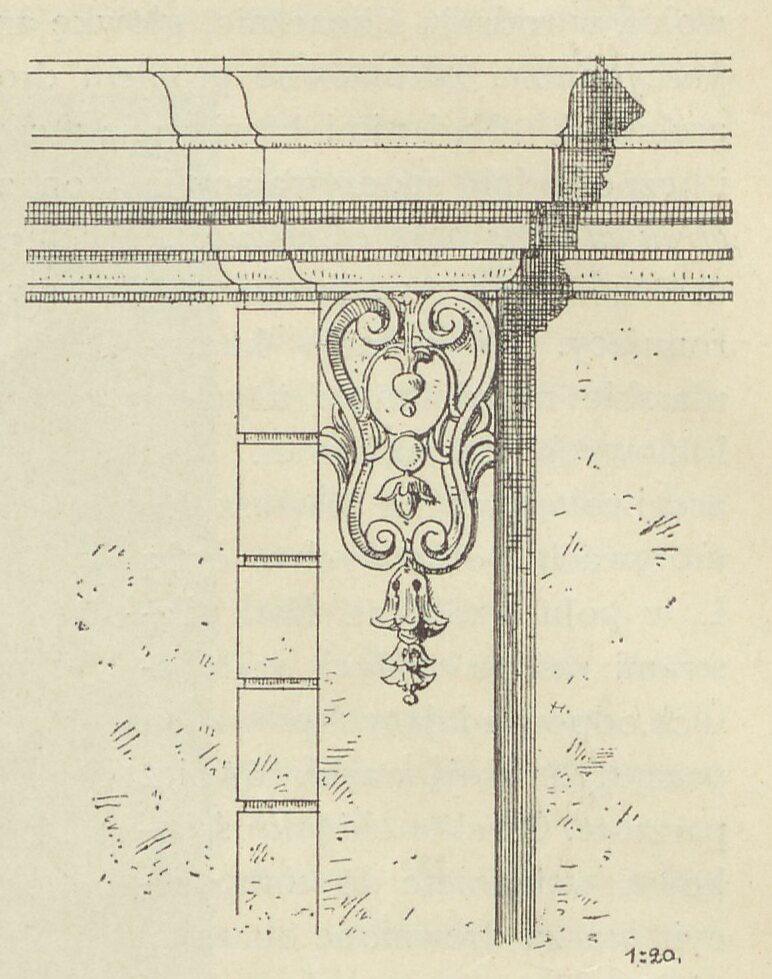
Ornament pilastru, około 1907
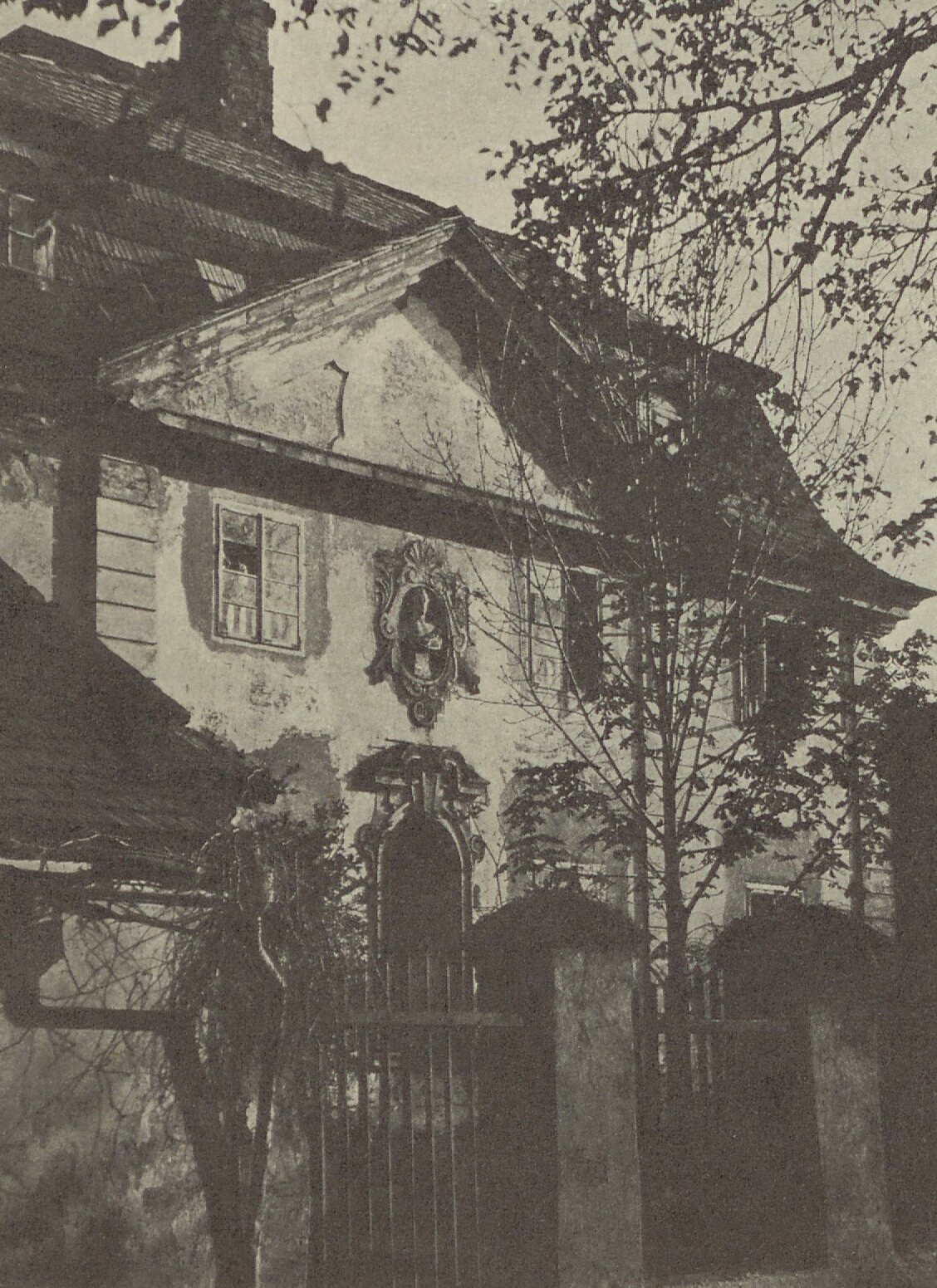
Stan budynku w 1907
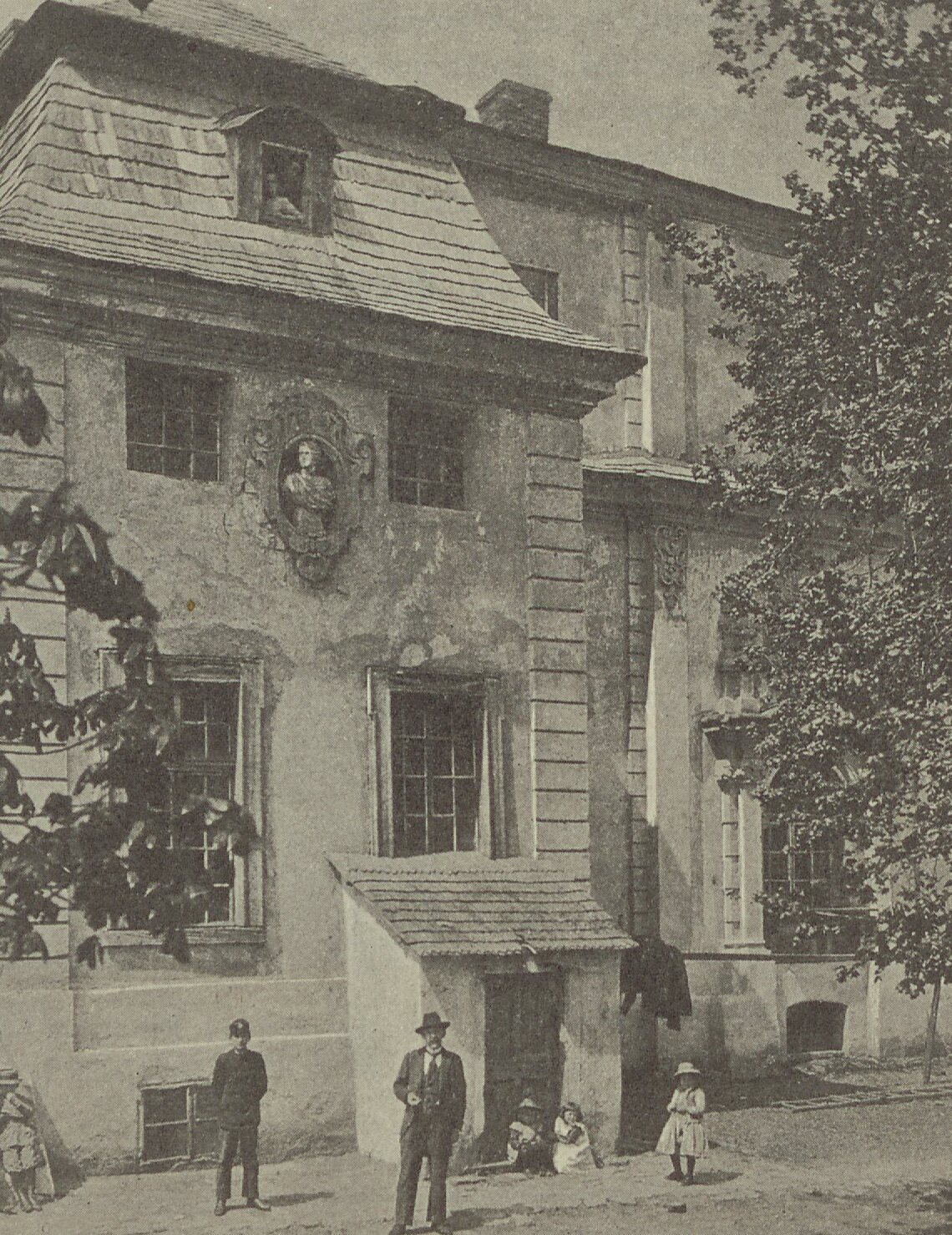
Stan budynku w 1907